# Stoidis placida
Stoidis placida is een spinnensoort in de taxonomische indeling van de springspinnen (Salticidae).
Het dier behoort tot het geslacht Stoidis. De wetenschappelijke naam van de soort werd voor het eerst geldig gepubliceerd in 1947 door Elizabeth Bangs Bryant.